# Neocerura arikana
Neocerura arikana är en fjärilsart som beskrevs av Matsumura 1927. Neocerura arikana ingår i släktet Neocerura och familjen tandspinnare. Inga underarter finns listade i Catalogue of Life.